# Semundo, o Sábio
Semundo, o Sábio (em latim: Semundus; em nórdico antigo: Sæmundr fróði; 1056-1133) ou Semundo Filho Sigfo (em nórdico antigo: Sæmundr Sigfússon), foi um padre, estudioso e poeta islandês. Semundo estudou em Paris e fundou, na Islândia, uma escola que durou por muito tempo, chamada Oddi. Ele era membro do clã dos Oddaverjar e teve um filho chamado Loftur Sæmundsson
Semundo escreveu uma obra, provavelmente em Latim, sobre a história de reis noruegueses, por volta do ano 1120. O trabalho está perdido, hoje, mas serviu de referência a muitos autores antigos, incluindo Esnorro Esturleu. O poema Nóregs konungatal resume o trabalho de Semundo.
A ele foi atribuída a autoria da Edda Poética, embora ele provavelmente tenha feito simplesmente uma recompilação dos escritos. Mas hoje os estudiosos rejeitam a ideia de que ele possa ter feito a Edda Poética, e até a ideia de seu papel como editor na compilação. A hipótese de que a Edda fosse de autoria de Semundo nasceu quando o bispo de Skálholt, Brynjólfur Sveinsson encontrou um manuscrito (o Códex Régio) que continha a Edda Poética. Em uma carta para um amigo, Brynjólfur mencionava um «grande corpo de sabedoria humana que Semundo, o sábio coletou».
No folclore islandês, Semundo é um personagem que vive mais que o normal e engana o diabo repetidamente.